# Dawson (Pennsylvania)
Dawson is een plaats (borough) in de Amerikaanse staat Pennsylvania, en valt bestuurlijk gezien onder Fayette County.

## Demografie
Bij de volkstelling in 2000 werd het aantal inwoners vastgesteld op 451. In 2006 is het aantal inwoners door het United States Census Bureau geschat op 429, een daling van 22 (-4,9%).

## Geografie
Volgens het United States Census Bureau beslaat de plaats een oppervlakte van 0,4 km², geheel bestaande uit land. Dawson ligt op ongeveer 304 m boven zeeniveau.

## Plaatsen in de nabije omgeving
De onderstaande figuur toont nabijgelegen plaatsen in een straal van 8 km rond Dawson.